# Waduo
Waduo (kinesiska: 瓦多乡, 瓦多) är en socken i Kina. Den ligger i provinsen Sichuan, i den sydvästra delen av landet, omkring 300 kilometer väster om provinshuvudstaden Chengdu. Antalet invånare är 2 113. Befolkningen består av 1 058 kvinnor och 1 055 män. Barn under 15 år utgör 27,0 %, vuxna 15-64 år 65 %, och äldre över 65 år 6,0 %.
Genomsnittlig årsnederbörd är 1 114 millimeter. Den regnigaste månaden är juni, med i genomsnitt 266 mm nederbörd, och den torraste är januari, med 5 mm nederbörd.